# Castilly
Castilly é uma ex-comuna francesa na região administrativa da Normandia, no departamento de Calvados. Estendeu-se por uma área de 11,95 km². Em 2010 a comuna tinha 287 habitantes (densidade: 24 hab./km²).
Em 1 de janeiro de 2017 foi fundida na comuna de Isigny-sur-Mer.